# Hybopsis
Hybopsis és un gènere de peixos de la família dels ciprínids i de l'ordre dels cipriniformes.

## Taxonomia
- Hybopsis amblops (Rafinesque, 1820)
- Hybopsis amnis (Hubbs & Greene a Hubbs, 1951)
- Hybopsis boucardi (Günther, 1868)
- Hybopsis dorsalis (Agassiz, 1854)
- Hybopsis hypsinotus (Cope, 1870)
- Hybopsis lineapunctata (Clemmer & Suttkus, 1971)
- Hybopsis rubrifrons (Jordan, 1877)
- Hybopsis winchelli (Girard, 1856)[2][3][4][5][6]